# Temporada 2023 del Campeonato Italiano de Velocidad
La Temporada 2023 del Campeonato Italiano de Velocidad o CIV es la vigesimosegunda desde su creación.

## Calendario
El calendario se publicó el 29 de noviembre de 2022.
| Ronda | Fecha               | Circuito          | Pole position     | Vuelta rápida   | Ganador         | Constructor |
| ----- | ------------------- | ----------------- | ----------------- | --------------- | --------------- | ----------- |
| 1     | 29 y 30 de abril    | Misano            | Samuele Cavalieri | Lorenzo Zanetti | Lorenzo Zanetti | Ducati      |
| 1     | 29 y 30 de abril    | Misano            | Samuele Cavalieri | Michele Pirro   | Michele Pirro   | Ducati      |
| 2     | 13 y 14 de mayo     | Mugello           | Michele Pirro     | Michele Pirro   | Michele Pirro   | Ducati      |
| 2     | 13 y 14 de mayo     | Mugello           | Michele Pirro     | Lorenzo Zanetti | Michele Pirro   | Ducati      |
| 3     | 17 y 18 de junio    | Vallelunga        | Michele Pirro     | Michele Pirro   | Michele Pirro   | Ducati      |
| 3     | 17 y 18 de junio    | Vallelunga        | Michele Pirro     | Michele Pirro   | Luca Bernardi   | Aprilia     |
| 4     | 29 y 30 de julio    | Misano (Nocturno) | Por definir       | Por definir     | Por definir     | Por definir |
| 4     | 29 y 30 de julio    | Misano (Nocturno) | Por definir       | Por definir     | Por definir     | Por definir |
| 5     | 2 y 3 de septiembre | Mugello           | Por definir       | Por definir     | Por definir     | Por definir |
| 5     | 2 y 3 de septiembre | Mugello           | Por definir       | Por definir     | Por definir     | Por definir |
| 6     | 7 y 8 de octubre    | Imola             | Por definir       | Por definir     | Por definir     | Por definir |
| 6     | 7 y 8 de octubre    | Imola             | Por definir       | Por definir     | Por definir     | Por definir |

## Equipos y pilotos
| Equipo                           | Constructor | N.º | Piloto               | Rondas |
| -------------------------------- | ----------- | --- | -------------------- | ------ |
| Barni Spark Racing Team          | Ducati      | 1   | Michele Pirro        | 1-3    |
| Barni Spark Racing Team          | Ducati      | 30  | Alberto Butti        | 1-3    |
| DMR Racing                       | Honda       | 10  | Agostino Santoro     | 1-2    |
| DMR Racing                       | Honda       | 84  | Riccardo Russo       | 1-3    |
| The Black Sheep Team             | Honda       | 12  | Nicola Chiarini      | 1-2    |
| Nuova M2 Racing                  | Aprilia     | 19  | Luca Bernardi        | 1-3    |
| Nuova M2 Racing                  | Aprilia     | 76  | Samuele Cavalieri    | 1-3    |
| Nuova M2 Racing                  | Aprilia     | 81  | Alex Bernardi        | 1, 3   |
| Faieta Motors by Speed Action    | Yamaha      | 33  | Flavio Ferroni       | 1-3    |
| Faieta Motors by Speed Action    | Yamaha      | 53  | Gianluca Sconza      | 1-3    |
| Penta Motorsport                 | Suzuki      | 34  | Kevin Manfredi       | 1-2    |
| Keope Motor Team                 | Yamaha      | 52  | Alessandro Delbianco | 1-3    |
| Scuderia Improve - Firenze Motor | Honda       | 70  | Luca Vitali          | 1-3    |
| TCF Racing Team                  | Honda       | 73  | Simone Saltarelli    | 1-3    |
| Broncos Racing Team              | Ducati      | 87  | Lorenzo Zanetti      | 1-3    |
| Bike e Motor Racing Team         | BMW         | 90  | Daniele Zinni        | 1-3    |
| Boccetti Racing                  | Honda       | 97  | Cristian Redaelli    | 1, 3   |

### Campeonato de pilotos
Sistema de puntuación
Los puntos se reparten entre los quince primeros clasificados en acabar la carrera. Sistema de puntuación de 1993 hasta 2022:
| Posición | 1.º | 2.º | 3.º | 4.º | 5.º | 6.º | 7.º | 8.º | 9.º | 10.º | 11.º | 12.º | 13.º | 14.º | 15.º |
| Puntos   | 25  | 20  | 16  | 13  | 11  | 10  | 9   | 8   | 7   | 6    | 5    | 4    | 3    | 2    | 1    |

| Pos. | Piloto               | Moto    | Equipo                           | MIS | MIS | MUG | MUG | VAL | VAL | MIS | MIS | MUG | MUG | IMO | IMO | Ptos. |
| ---- | -------------------- | ------- | -------------------------------- | --- | --- | --- | --- | --- | --- | --- | --- | --- | --- | --- | --- | ----- |
| 1    | Lorenzo Zanetti      | Ducati  | Broncos Racing Team              | 1   | 3   | 3   | 2   | 2   | 2   |     |     |     |     |     |     | 117   |
| 2    | Michele Pirro        | Ducati  | Barni Spark Racing Team          | 7   | 1   | 1   | 1   | 1   | Ret |     |     |     |     |     |     | 109   |
| 3    | Luca Bernardi        | Aprilia | Nuova M2 Racing                  | 13  | 4   | 6   | 3   | 7   | 1   |     |     |     |     |     |     | 76    |
| 4    | Simone Saltarelli    | Honda   | TCF Racing Team                  | 3   | 6   | Ret | 11  | 6   | 3   |     |     |     |     |     |     | 57    |
| 5    | Luca Vitali          | Honda   | Scuderia Improve - Firenze Motor | 4   | 2   | 7   | 4   | Ret | Ret |     |     |     |     |     |     | 55    |
| 6    | Riccardo Russo       | Honda   | DMR Racing                       | 14  | 7   | 4   | 5   | 3   | Ret |     |     |     |     |     |     | 51    |
| 7    | Flavio Ferroni       | Yamaha  | Faieta Motors by Speed Action    | 5   | 9   | 5   | 8   | 10  | 8   |     |     |     |     |     |     | 51    |
| 8    | Gianluca Sconza      | Yamaha  | Faieta Motors by Speed Action    | 11  | 12  | 9   | 10  | 8   | 4   |     |     |     |     |     |     | 43    |
| 9    | Alessandro Delbianco | Yamaha  | Keope Motor Team                 | 10  | 13  | 2   | Ret | 5   | Ret |     |     |     |     |     |     | 40    |
| 10   | Alberto Butti        | Ducati  | Barni Spark Racing Team          | 9   | 10  | 10  | 6   | Ret | 5   |     |     |     |     |     |     | 40    |
| 11   | Daniele Zinni        | BMW     | Bike e Motor Racing Team         | 16  | 11  | 8   | 9   | 9   | 6   |     |     |     |     |     |     | 37    |
| 12   | Samuele Cavalieri    | Aprilia | Nuova M2 Racing                  | 8   | Ret | 11  | 7   | 4   | Ret |     |     |     |     |     |     | 35    |
| 13   | Kevin Manfredi       | Suzuki  | Penta Motorsport                 | 2   | 5   | WD  | WD  |     |     |     |     |     |     |     |     | 33    |
| 14   | Nicola Chiarini      | Honda   | The Black Sheep Team             | 6   | Ret | 12  | DNS |     |     |     |     |     |     |     |     | 14    |
| 15   | Cristian Redaelli    | Honda   | Boccetti Racing                  | DNS | WD  |     |     | 11  | 7   |     |     |     |     |     |     | 14    |
| 16   | Agostino Santoro     | Honda   | DMR Racing                       | 15  | 8   | DNS | WD  |     |     |     |     |     |     |     |     | 9     |
| 17   | Alex Bernardi        | Aprilia | Nuova M2 Racing                  | 12  | WD  |     |     | 12  | Ret |     |     |     |     |     |     | 8     |
| Pos. | Piloto               | Moto    | Equipo                           | MIS | MIS | MUG | MUG | VAL | VAL | MIS | MIS | MUG | MUG | IMO | IMO | Ptos. |

| Color     | Resultado                                                               |
| --------- | ----------------------------------------------------------------------- |
| Oro       | Ganador                                                                 |
| Plata     | 2.ª plaza                                                               |
| Bronce    | 3.ª plaza                                                               |
| Verde     | Finalizó en los puntos                                                  |
| Azul      | Finalizó sin puntos                                                     |
| Azul      | NC - No clasificado                                                     |
| Violeta   | Ret - No terminó (Carrera)                                              |
| Rojo      | DNQ - No se clasificó                                                   |
| Negro     | DSQ - Descalificado                                                     |
| Blanco    | DNS - No empezó (carrera)                                               |
| Blanco    | WD - Retirado (fin de semana)                                           |
| Blanco    | C - Carrera cancelada                                                   |
| Sin color | DNP - Inscrito pero no participó                                        |
| Sin color | INJ - Lesionado                                                         |
| Sin color | EX - Excluido                                                           |
| Estado    | Resultado                                                               |
| Negrita   | Pole position                                                           |
| Cursiva   | Vuelta rápida                                                           |
| †         | Abandona, pero clasifica al completar el porcentaje requerido para ello |